# 2022 au Vatican
Chronologie du Vatican
- 2018
- 2019
- 2020
- 2021
- 2022
- 2023
- 2024
- 2025
- 2026

Cette page concerne les évènements survenus en 2022 au Vatican :

## Administration
- Pape : François
- Président du Gouvernorat : Fernando Vérgez Alzaga
- Camerlingue de la Sainte Église romaine : Kevin Farrell
- Secrétaire d’État : Pietro Parolin

## Évènement
- Évolution des relations diplomatiques du Saint-Siège
- Prévue en octobre 2022, la seizième Assemblée générale ordinaire du Synode des Évêques est reportée en octobre 2023.

## Chronologie

### Mars 2022
- Le 19 mars, publication de la constitution apostolique Praedicate evangelium.

### Avril 2022
- Les 2 et 3 avril 2022, le pape François est en voyage à Malte[1].

### Juillet 2022
- Du 2 au 5 juillet 2022, François prévoit un voyage tout d'abord en République démocratique du Congo, notamment à Kinshasa et Goma puis, du 5 au 7, au Soudan du Sud[1]. Toutefois, ce voyage, bien qu'annoncé dès 2021, reste suspendu aux conditions politiques locales[2].

- Du 24 et le 29 juillet 2022, le pape François s'est rendu au Canada. Ce voyage incluait 3 arrêts (Edmonton, Québec et Iqaluit). Ce voyage est en grande partie pour demander pardon aux peuples des Premières Nations du Canada pour les blessures physiques, psychologiques et sexuelles affligées dans les pensionnats Autochtones par les autorités religieuses de l'époque.

### Août 2022
- Le 27 août : consistoire pour la création de nouveaux cardinaux[3]

### Novembre 2022
- Le 30 novembre 2022, une panne informatique affecte la grande majorité des sites liés au Vatican, qui ne sont alors plus accessibles. Le directeur de la salle de presse, Matteo Bruni, affirme que des activités de « maintenance » sont en cours, à la suite d’« activités anormales ». De son côté, Andrii Yurash, ambassadeur d'Ukraine près le Saint-Siège, affirme que cette panne est due à une action de « terroristes russes », ayant possiblement mené  une attaque par déni de service[4].

### Décembre 2022
- Le 31 décembre, le pape émérite Benoît XVI meurt à l'âge de 95 ans[5].